# Harry Bromfield
Harry Dudley Bromfield (* 26. Juni 1932 in Mossel Bay, Südafrikanische Union; † 27. Dezember 2020 in Kapstadt, Südafrika) war ein südafrikanischer Cricketspieler, der zwischen 1961 und 1965 für die südafrikanische Nationalmannschaft spielte.

## Aktive Karriere
Bromfield gab sein First-Class-Debüt in der Saison 1956/57 und spielte in der Folge für Western Province. Nachdem Hugh Tayfield aus dem nationalteam zurückgetreten war, folgte Bromfield diesem und gab sein Test-Debüt bei der Tour gegen Neuseeland im Dezember 1961, wobei ihm 3 wickets für 37 Runs gelangen. Im Januar 1965 kam er bei der Tour gegen England zum Einsatz, bei dem ihm im ersten Test fünf Wickets (5/88) gelangen. Er absolvierte einen Test beim Gegenbesuch in England im Juli 1965. Daraufhin wurde er im Team durch Athol McKinnon ersetzt und kam nicht mehr im Nationalteam zum Einsatz. Sein letztes First-Class-Spiel spielte er in der Saison 1968/69.

## Nach der aktiven Karriere
Bromfield lebte in Kapstadt und verkaufte Bus- und LKW-Komponenten. Er verstarb im Dezember 2020 im Alter von 88 Jahren.